# Granica dominikańsko-haitańska
Granica dominikańsko-haitańska – granica międzypaństwowa pomiędzy Republiką Dominikańską i Republiką Haiti o długości 360 kilometrów.
W całym swym przebiegu znajduje się na wyspie Haiti, przecina wyspę z północy na południe. Początek granicy znajduje się na północnym wybrzeżu wyspy nad Oceanem Atlantyckim, nad zatoką Manzanillo, a kończy bieg na południowym wybrzeżu nad Morzem Karaibskim (ujście rzeki Pedernales).
Granica powstała po proklamowaniu niepodległości przez Dominikanę w 1844 roku, jej przebieg nawiązywał do podziału wyspy ustalonego hiszpańsko-francuskim traktatem podpisanym w 1777 r. w Aranjuez. Traktat dzielił wyspę na część hiszpańską (obecnie Dominikana) i francuską (obecne Haiti).
Obecny przebieg granicy został potwierdzony traktatem dominikańsko-haitańskim  podpisanym 21 stycznia 1929 roku.